# Piotr Siedlecki
Piotr Siedlecki (ur. 18 września 1972) – polski sędzia piłkarski, I ligowy (Zachodniopomorski ZPN). 
W pierwszej lidze sędziował od sezonu 2001/2002. Jest pracownikiem Wydziału Zarządzania i Ekonomiki Usług US. W 2002 uzyskał stopień doktora nauk ekonomicznych i otrzymał Nagrodę Ministra Infrastruktury za najlepszą pracę doktorską w Polsce w dziedzinie transportu. W 2004 roku Przegląd Sportowy uznał go za najlepszego polskiego arbitra. 
W związku z umieszczeniem przez Przegląd Sportowy jego nazwiska na tzw. "liście Fryzjera", 7 września 2006 Wydział Dyscypliny PZPN zapoznał się z wyjaśnieniami arbitrów, m.in. Piotra Siedleckiego, oraz nakazał im podjęcie działań prawnych, prowadzących do oczyszczenia się z oskarżeń w związku z publikacją. W przypadku nieprzedstawienia w zakreślonym terminie kopii pozwu do sądu przeciwko redakcji Przeglądu Sportowego, WD miał podjąć decyzje o zawieszeniu sędziów w prawach do pełnienia wykonywanej funkcji. 26 lutego 2007 przewodniczący zarządu Kolegium Sędziów PZPN, Sławomir Stempniewski, zawiesił Piotra Siedleckiego w prawach sędziego piłkarskiego.
12 kwietnia 2007 w związku ze śledztwem dotyczącym korupcji w piłce nożnej został zatrzymany i aresztowany przez policję na polecenie Prokuratury Okręgowej we Wrocławiu.